# Ituango

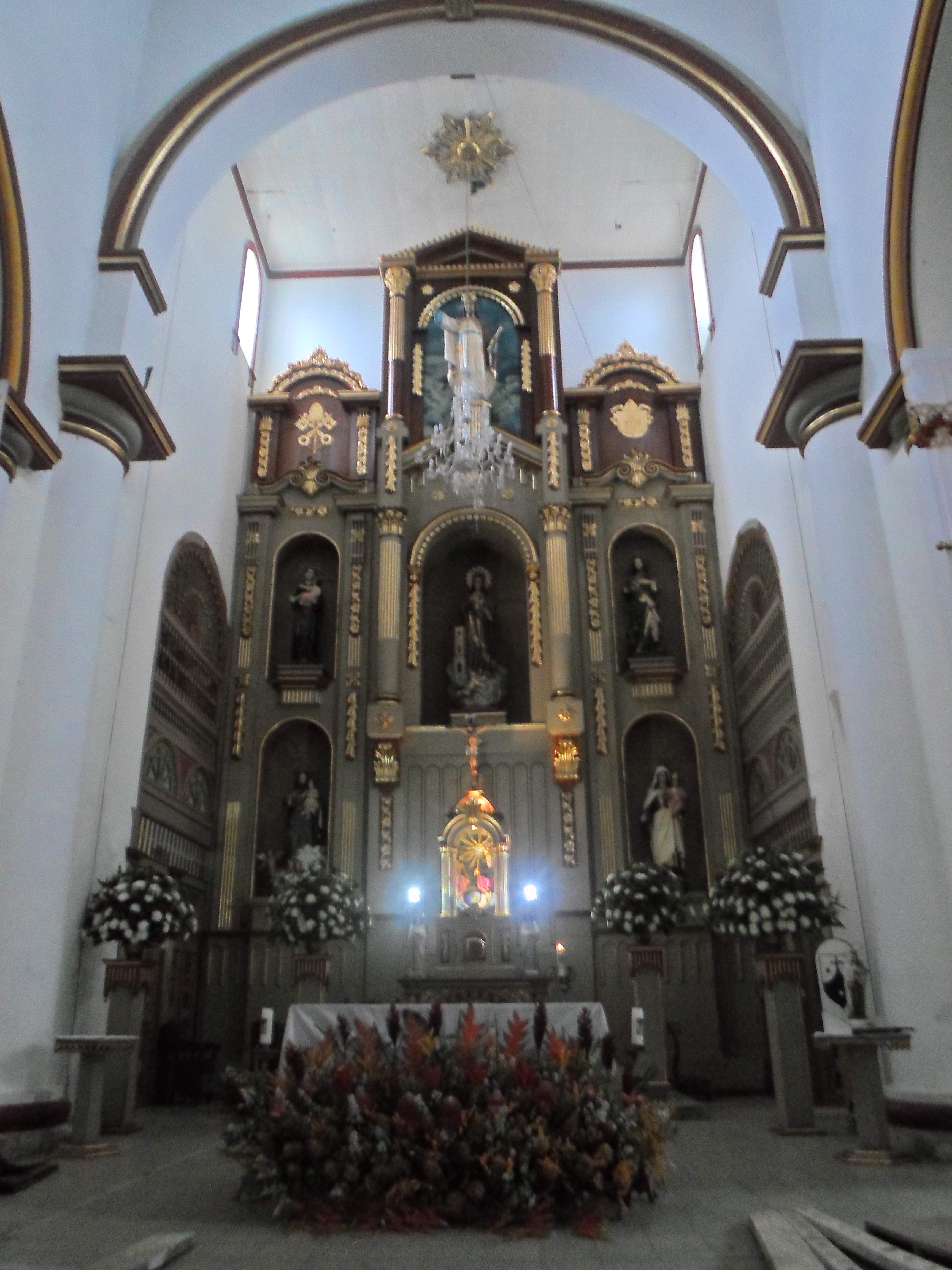
Altar mayor de la parroquia Santa Bárbara de Ituango.

Ituango es un municipio de Colombia ubicado en la subregión norte del departamento de Antioquia. Su economía se basa principalmente en la cosecha del café y la caña de azúcar, dentro de su territorio está situado el proyecto hidroeléctrico más importante de Colombia "Hidroituango"Su cabecera municipal está a 195 kilómetros de Medellín, la capital Antioqueña. Limita al norte con el municipio de Tarazá y el departamento de Córdoba; al este con Valdivia; al sur con Briceño, Toledo y Peque; y al oeste con Dabeiba y Mutatá.

## Toponimia
Ituango, proveniente de vocablos indígenas cuyo significado en español es "Río de Chicha".

## Historia
Los indígenas habitantes la región de Ituango de las etnias catía y nutabe comenzaron a ser apaciguados y cristianizados a partir de 1566, 
Poco después llegarían a Ituango don Gaspar de Rodas y don Andrés de Valdivia, quienes escribieron la verdadera y sangrienta historia de esta comarca.
En 1568, la autoridad española ordena a don Gaspar de Rodas fundar una nueva ciudad en donde lo creyera conveniente a fin de sujetar y reducir las belicosísimas tribus de esa zona de Antioquia que se resistían a la conquista.
Casi simultáneamente, en 1569, don Andrés de Valdivia es nombrado por el rey de España gobernador y capitán general de las provincias de Antioquia, Ituango, Nive y Brenduco.
Cumpliendo sus órdenes, don Gaspar de Rodas, ubicado en Santa Fe de Antioquia, publicó una invitación para la fundación de "San Juan de Rodas", a la que acudieron aventureros de todas las colonias vecinas y también hombres de bien. 
Don Gaspar de Rodas reunió unos 80 hombres de armas y 500 indios. Visitó primero el Valle de Norisco (cerca del hoy municipio de Frontino); los indios de esta comarca, para desembarazarse de los incómodos visitantes, dijeron a la expedición fundadora que las riquezas se hallaban más lejos, en tierras de Ituango. Don Gaspar de Rodas no encontró sino trabajos en esta ruta, aunque logró sujetar muchas tribus y descubrir grandes poblaciones en las orillas del río Zenú (hoy Sinú), y debido a muchas trifulcas con los nativos, y aunque lo intentó, no logró estabilizar la fundación de "San Juan de Rodas", poblado que iría a llamarse de este modo en memoria de su propio apellido. Don Gaspar empezó a construir el poblado que perpetuara su nombre en dos ocasiones, pero los catíos arrasaron con los incipientes poblados en ambas oportunidades.
Al final, del nombre de "San Juan de Rodas" no quedó sino eso: el nombre, y la ilusión del conquistador de haber fundado el pueblo. 
Mientras tanto había llegado desde España don Andrés de Valdivia por Cartagena, con altos cargos reales incluido el de gobernador. Se declaró gobernador de la provincia de los dos ríos y él sí tuvo éxito en la fundación de la nueva ciudad encomendada, (donde hoy queda el Valle de Toledo). Allí fundó a Úbeda en honor al pueblo donde había nacido en España). Para mantenerla funcionando le llegaron refuerzos desde Santa Fe de Antioquia. 
Pero en esta empresa los españoles maltrataron duramente a los indígenas, quienes se concentraron y planearon en represalia una mortal emboscada a los ibéricos en lo que hoy conocemos como la matanza (cerca del Valle de Toledo). Allí, el 15 de octubre de 1574, perecieron el gobernador Valdivia  y sus acompañantes de manos del cacique Guarcama y sus guerreros nutabes. Valdivia fue asesinado de un golpe con una pesada maza que le destrozó el cráneo, junto a la india que le servía de intérprete. Los pocos de su tropa que lograron huir regresaron a Santa Fe de Antioquia y se pusieron bajo la protección de don Gaspar de Rodas.
Don Gaspar de Rodas regresó al Valle de Guarcama donde, fingiendo amistad a los nativos, los castigó luego severamente, entre ellos al Cacique Guarcama a quien hizo matar en escarmiento por la muerte de Valdivia y sus hombres.
Don Gaspar de Rodas realizaría posteriormente otras fundaciones en Antioquia y moriría apaciblemente rodeado de su familia, pero siempre con la nostalgia de no haber podido fundar a "San Juan de Rodas". Dicen que en su vejez contaba sus aventuras y penurias por las tierras de Ituango, y que hablaba sobre montañas que consideraba las más escabrosas conocidas por él, y sobre los indígenas tuangos, los más valientes guerreros que hubo durante la conquista española.
En 1844, fecha oficial de la fundación de manos del gobernador de Antioquia José María Martínez Pardo, la localidad aparece con el nombre de Aguada siendo caserío, corregimiento y viceparroquia del distrito de Sabanalarga. 
En 1847 Ituango fue constituido como distrito parroquial y erigido como municipio con el actual nombre.
Está asentado en medio de la cordillera y atravesado por el río Cauca,y es un municipio verde, uno de los más montañosos de Antioquia y de grandes áreas de reserva natural. Tiene una gran actividad comercial y por la presencia de indígenas Catíos y las características de su poblamiento, es común encontrar en él una rica diversidad cultural. Sus zonas naturales son abundantes en fauna y flora como las orquídeas.
El gobierno nacional, a raíz de los múltiples desplazamientos forzosos, al aumento de cultivos de coca, y a raíz de carros bomba instaurados en la vía, incluyó al municipio entre la lista de localidades catalogadas como "zona de riesgo extremo".
Pese a todo esto, se está gestando en la actualidad un ambicioso proyecto en producción de energía, que será Pescadero-Ituango.

## División Político-Administrativa
Además de su Cabecera municipal. Ituango tiene bajo su jurisdicción los siguientes corregimientos (de acuerdo a la Gerencia departamental):
- El Aro
- La Granja
- Santa Rita

## Generalidades
- Fundación, 1844
- Erección en municipio, 1847

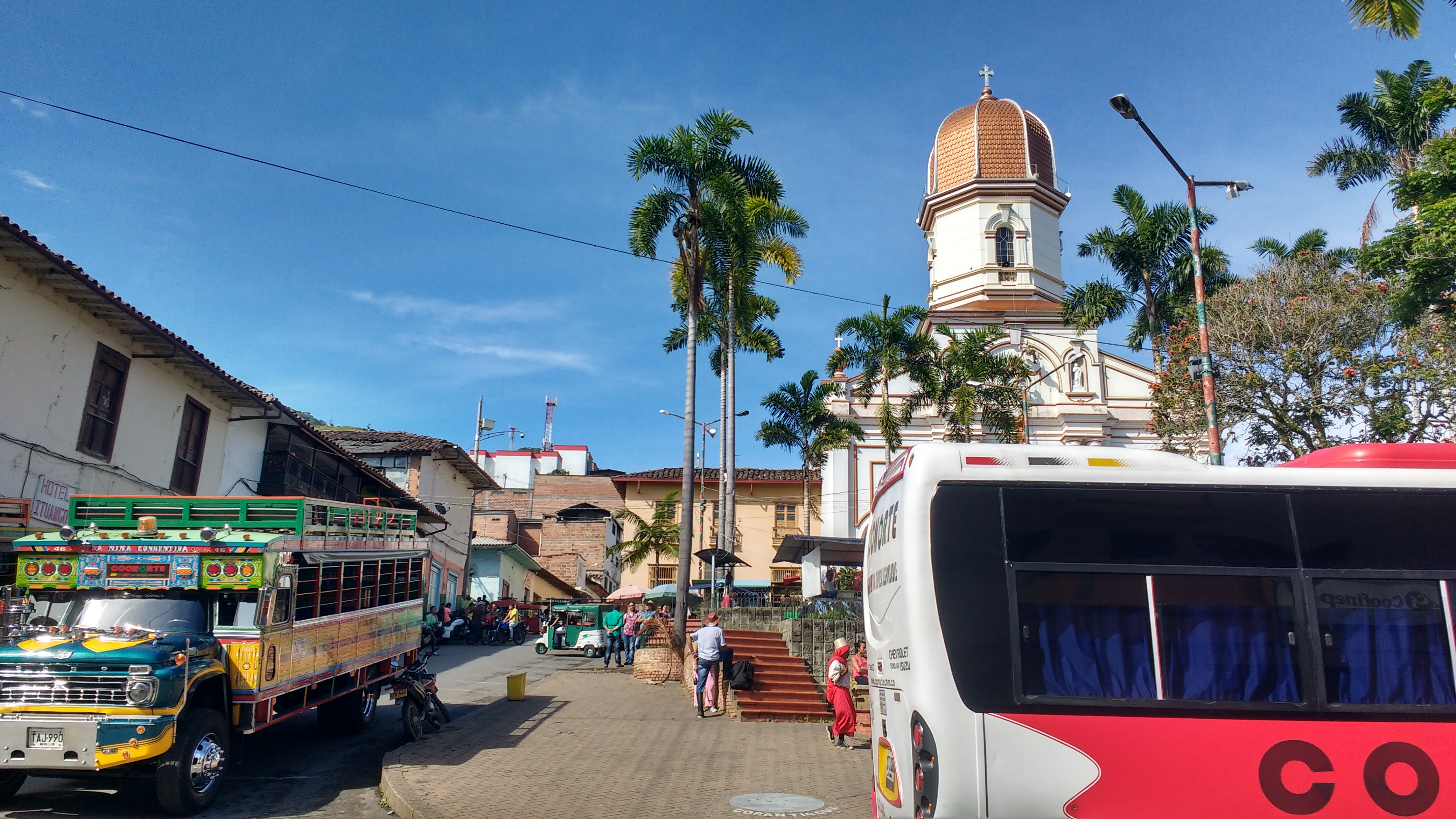
Parque principal de Ituango.

- Fundadores, Andrés de Valdivia, Gaspar de Rodas
- Apelativos: Paraíso Escondido
- Origen del nombre: Ituango: vocablo indígena, río de Chicha. Itua: Chicha. Go: por sonoridad. También fue llamado Aguada y Fundungo.

## Demografía
Población Total: 27 074 hab. (2018)
- Población Urbana: 7 074
- Población Rural: 20 000

Alfabetismo: 72.1% (2005)
- Zona urbana: 85.1%
- Zona rural: 68.0%

### Etnografía
Según las cifras presentadas por el DANE del censo 2005, la composición etnográfica del municipio es: 
- Mestizos & Blancos (96,8%)
- Afrocolombianos (3,0%)
- Indígenas (0,2%)

## Vías de comunicación
Posee 1 vía de acceso por carretera que viene desde la ciudad de Medellín, a través de la troncal del norte, de donde se toma el ramal hacia el norte lejano en el sitio conocido como Llanos de Cuivá, este ramal cruza los municipios de San José de la Montaña, San Andrés de Cuerquia e Ituango, así como por el corregimiento El Valle de Toledo. Es una vía pavimentada en excelentes condiciones, de la cual 
se desprende una ramal en el corregimiento El Valle de Toledo que se dirige hacia el municipio de Toledo y San José de la Montaña para volver a retornar a la vía principal en el paraje conocido como partidas de San José en jurisdicción del municipio de san Andrés de Cuerquia, formando así, un anillo vial entre El Valle, Toledo, San José, San Andrés y nuevamente El Valle. Este ramal es muy poco usado debido a la gran cantidad de kilómetros que aporta al recorrido además de estar sin pavimentar aún.

## Economía
- Agricultura: Café, Maíz, que caña de azúcar, Fríjol
- Ganadería: Vacuna de Ceba y Leche, Ovinos y Porcinos
- Minería: Oro y Platino
- Industria Maderera
- Ecoturismo.
- Hidroituango: Este megaproyecto ha dinamizado la economía de la localidad, con la generación de empleo y ha mejorado la transitividad con la pavimentación de la vía entre el sector El Bombillo y El Líbano. Además de exportar 2400MW de energía al resto del país.

## Fiestas
- Fiestas de la Ituanguinidad y el Retorno en la semana anterior al puente festivo del Día de la raza.
- Feria Agropecuaria, en el mes de diciembre.
- Semana Santa.
- Fiestas de la Virgen del Carmen, en el mes de julio.
- Fiestas del Señor de los Milagros, en el mes de septiembre.

## Gastronomía
Es típico aquí un plato de Gallina con bolas de Chócolo, o un sancocho de gallina criolla que se acompaña con bolas de maíz tierno. Hay además cocina típica tradicional paisa, y asados.

## Sitios de interés y patrimonio histórico
- Casco Urbano; su construcción sobre montañas es muestra de la arquitectura de la Colonia
- Parque Principal
- Parque La Plazuela
- Iglesia de Santa Bárbara
- Capilla del Señor de los Milagros
- Cementerio parroquial.
- Mirador de la vereda el Turco, de donde se divisa todo el casco urbano de Ituango.

Destinos ecológicos
- Parque nacional Paramillo, aunque es poco visitado.
- Cañón del río Cauca
- Resguardo indígena Jaidukama
- Loma de Pascuitá
- Cerro de Umagá
- Hoyas selváticas de los ríos San Jorge, Sinú, Tarazá, Sansereno y San Matías, donde abunda la flor nacional de Colombia, la orquídea.